# Coursan
Coursan – miejscowość i gmina we Francji, w regionie Oksytania, w departamencie Aude. Przez gminę przepływa rzeka Aude. 
Według danych na rok 1990 gminę zamieszkiwało 5137 osób, a gęstość zaludnienia wynosiła 209 osób/km² (wśród 1545 gmin Langwedocji-Roussillon Coursan plasuje się na 57. miejscu pod względem liczby ludności, natomiast pod względem powierzchni na miejscu 286.).

## Zabytki
Zabytki w miejscowości posiadające status Monument historique:
- kościół Notre-Dame (Église Notre-Dame)